# Lista do Patrimônio Mundial na República Dominicana
A Organização das Nações Unidas para a Educação, a Ciência e a Cultura (UNESCO) propôs um plano de proteção aos bens culturais do mundo, através do Comité sobre a Proteção do Património Mundial Cultural e Natural, aprovado em 1972. Esta é uma lista do Patrimônio Mundial existente na República Dominicana, especificamente classificada pela UNESCO e elaborada de acordo com dez principais critérios cujos pontos são julgados por especialistas na área. República Dominicana, país do Mar do Caribe, ratificou a convenção em 12 de fevereiro de 1985, tornando seus locais históricos elegíveis para inclusão na lista.
O sítio Cidade Colonial de São Domingos foi o primeiro local da República Dominicana incluído na lista do Patrimônio Mundial da UNESCO por ocasião da 14ª Sessão do Comitè do Património Mundial, realizada em Banff (Canadá) em 1990. Desde então, este bem de classificação Cultural permanece como o único sítio da República Dominicana classificado como Patrimônio da Humanidade. 

## Bens culturais e naturais
A República Dominicana conta atualmente com os seguintes lugares declarados como Patrimônio da Humanidade pela UNESCO:
| | Cidade Colonial de São Domingos |
| Bem cultural inscrito em 1990. |                                 |
| Localização: Distrito Nacional |                                 |
| Fundada seis anos após a descoberta da ilha por Cristóvão Colombo em 1492, Santo Domingo é a cidade onde foram construídas a primeira catedral, o primeiro hospital, a primeira universidade e a primeira alfândega do continente americano. A cidade colonial foi construída segundo um traçado quadriculado que serviu de modelo para quase todos os urbanistas do Novo Mundo. (UNESCO/BPI) |                                 |

## Lista Indicativa
Em adição aos sítios inscritos na Lista do Patrimônio Mundial, os Estados-membros podem manter uma lista de sítios que pretendam nomear para a Lista de Patrimônio Mundial, sendo somente aceitas as candidaturas de locais que já constarem desta lista. Desde 2018, a República Dominicana apresenta 13 locais na sua Lista Indicativa.
| Sítio                      | Imagem | Localização | Ano  | Dados UNESCO | Descrição |
| -------------------------- | ------ | ----------- | ---- | ------------ | --- |
| Jacagua, Villa de Santiago |        | Santiago    | 2001 | Cultural     | Os restos dos vestígios da estrutura da antiga igreja de Jacagua, construída em alvenaria e tijolos, podem apreciar parte das pilastras cruciformes, contrafortes e fragmentos de abóbadas, algumas arcas estão completas. A igreja de Jacagua era uma construção de 8 x 8 metros que constituía o pequeno espaço. |